# Тузуклей
Тузуклей — село в Камызякском районе Астраханской области.

## История
Село Тузуклей изначально состоит из двух сёл разделенных речкой Тузуклейка: села Новый Тузуклей и Старый Тузуклей. В ходе административной реформы проведенной в 90-е годы, сёла были объединены в одно — село Тузуклей. Сообщения между двумя сёлами происходит через мостик для пешеходов и понтонную переправу для автотранспорта.
Село Тузуклей является административным центром муниципального образования «Новотузуклейский сельсовет», здание администрации которого расположено на левой стороне реки Тузуклейка, на территории ранее отдельного села Новый Тузуклей.
Национальный состав населения села преимущественно состоит из русских и казахов, в примерном соотношении 50 % на 50 %.
Первым был заселен Старый Тузуклей, по сложившемуся мнению оно было создано в 18 веке. Савельевы, Кузьмины, Егоровы, Прошунины - потомки старейших семей основателей Тузуклея, проживающие в селе в настоящее время. Первые поселенцы занимались преимущественно рыбной ловлей и переработкой рыбной продукции (преимущественно засаливанием). Отсюда и появилось название села Тузуклей производное от казахского слова «тузлук», что в переводе означает солёная вода используемая для засола рыбы.

## Население
| 2002 | 2010  | 2011  | 2012  |
| ---- | ----- | ----- | ----- |
| 2164 | ↗2273 | ↗2363 | ↗2388 |

## Экономика
Основным занятием населения является сельское хозяйство. В селе имеется администрация села, предприятие сферы жкх МУП «Тузуклейское», пожарно-спасательная служба, МКОУ «Тузуклейская ООШ», дом культуры, сельская библиотека.

## Русская православная церковь
Екатерининская церковь. Упоминается в 1906-1917 гг.